# ススキノラフィラ
ススキノラフィラ（SUSUKINO LAFILER）は、札幌市中央区にかつて存在した商業施設である。
2020年から2023年にかけて再開発による建て替え工事が行われ、同年11月30日に「COCONO SUSUKINO（ココノ ススキノ）」としてグランドオープンした。

## 概要
札幌五輪のあとに当地に密集していた小規模の店舗を再開発した、「ススキノ十字街ビル」に入居していた。
「ラフィラ」とは、フランス語で「紡ぐ」を意味する「FILER」（フィラ）に女性冠詞の「LA」（ラ）を組み合わせた造語であり、女性的な優しさ、豊かさ、麗しさ、都会的、自由さ、豊かで素敵な毎日を過ごしてもらいたい、夢や心を紡ぎたいといった願いが込められている。店内では文化教室（カルチャーセンター）を開催していた。
ススキノ十字街ビルの老朽化や耐震性不足に伴い閉館した。

## 沿革
- 1972年（昭和47年）8月 - 起工[3]。
- 1974年（昭和49年）
  - 5月 - ススキノ十字街ビル竣工[3]。
  - 6月 - 「札幌松坂屋」として開店[7][8][9]。
- 1979年（昭和54年） - イトーヨーカ堂が札幌松坂屋と業務提携し、「ヨークマツザカヤ」と改称[8][9][10]。
- 1994年（平成06年） - 「ロビンソン百貨店 札幌」と改称[8][9]。
- 2002年（平成14年） - ロビンソンゾーンリニューアル。専門店街ラフィラグランドオープン[9]。
- 2008年（平成20年） - ロビンソン百貨店の閉店を発表[9][11]。
- 2009年（平成21年） - ロビンソン百貨店が閉店し[12]、「ススキノラフィラ」と改称[8]。
- 2020年（令和2年）5月17日 - 閉店。札幌松坂屋時代から続いた46年の歴史に幕を下ろした[13][14]
- 2021年（令和3年）6月 - 解体終了。

## フロア
- 屋上：スカイガーデン365
- 8階：グルメコート、ラフィラホール、文化教室
- 7階：グルメコート
- 6階：リラックス&ビューティ・生活雑貨
- 5階：メンズファッション、書籍・楽器、文化教室

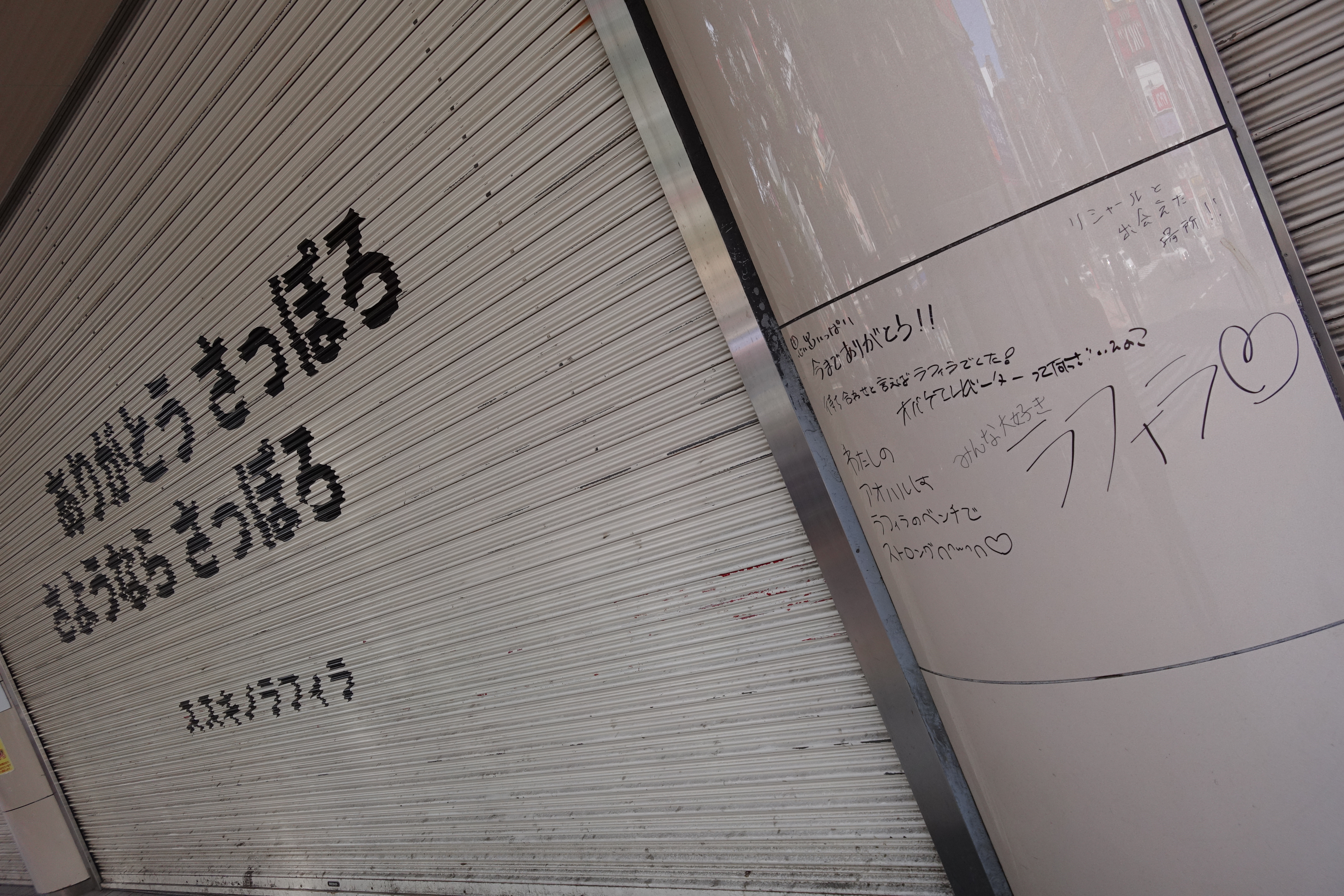
シャッターに描かれた閉店を告げるメッセージ（2020年6月撮影）

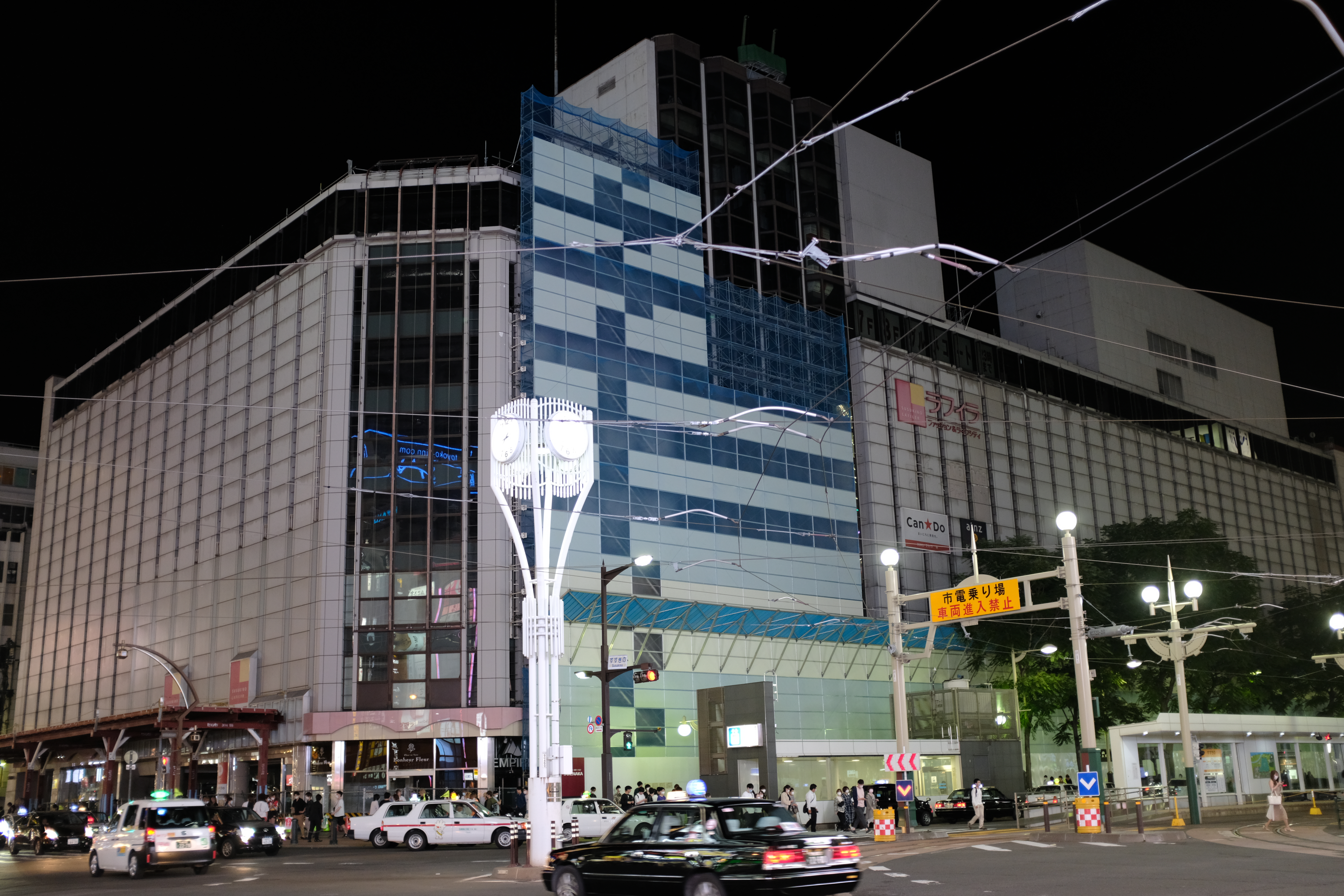
解体中のススキノラフィラ
（2020年7月撮影）

- 4階：ミセスクロージング、文化教室
- 3階：ヤングカジュアル、文化教室
- 2階：カジュアル&文芸・手芸・雑貨
- 1階：コスメ&ドラッグ、服飾雑貨
- 地下1階：イトーヨーカドー食品売場[15]
- 地下2階：ラフィラマルシェコート

## アクセス
国道36号（札幌駅前通・月寒通）「すすきの交差点」角に位置しており、さっぽろ地下街「ポールタウン」に直結している。
- 札幌市営地下鉄南北線すすきの駅直結
- 札幌市電「すすきの停留場」下車

## 跡地
ススキノラフィラの跡地は地下2階、地上18階建てのCOCONO SUSUKINO（延べ床面積5万3500m2）が建設され、1〜4階に飲食店や物販店、5〜7階にTOHOシネマズ、7〜18階に東急ホテルズの「DISTINCTIVE SELECTON」の展開型ブランド「SAPPORO STREAM HOTEL」が入り2023年11月30日に開業。